# 병무역
병무역(竝武驛)은 지금의 조선민주주의인민공화국 강원도 금강군에 위치했던 금강산선의 철도역이다.

## 연혁
- 1931년 7월 1일 : 말휘리~내금강 간 개통으로 영업 개시
- 1944년 10월 1일 : 불요불급선 전시선로공출 명령에 의해 창도~내금강 간 49.0 km 선로 철거, 폐선.